# Mijaíl Chulkov
Mijaíl Dmítrievich Chulkov, en ruso original Михаи́л Дми́триевич Чулко́в (Moscú, 1743 - íd., 4 de noviembre de 1792) fue un editor, novelista, poeta, folclorista y autor teatral ruso.

## Biografía
Nació en una familia de mercaderes y cursó estudios en un instituto público de Moscú. Intentó ser actor en la compañía de Jaroslav Volkov en San Petersburgo (1752), pero terminó ingresando en la administración civil, donde llegó a alcanzar puestos importantes, de manera que fue elevado a la nobleza en 1789. Murió el 4 de noviembre de 1792.
Su primera obra fue la comedia Llámalo como quieras (1765), representada pero no editada hasta 1933. Siguió la novela El burlón (1766), una mezcla ecléctica de distintos géneros narrativos de origen dispar, desde mitología a libros de caballería y novela picaresca, además de episodios fantásticos, cuadros de costumbres, elementos folclóricos y canciones populares.
Su novela La lozana cocinera o Las andanzas de una mujer perdida (1770), cuya segunda parte se ha perdido, es una novela picaresca de protagonista femenino, una mujer descarriada en busca de felicidad. También en 1770 editó una Colección de canciones varias que fue una importantísima aportación al folclore ruso: incluía más de trescientas canciones rusas populares de todo tipo. En 1767 había publicado ya un Breve glosario mitológico con abundantes datos no solo sobre mitología clásica, sino también sobre mitología eslava. En 1782 editó el Diccionario de supersticiones rusas, de riquísimo material folclórico y etnográfico.
Como escritor de poesía destaca su poema satírico Grishka Otrépiev, de tema histórico. Igualmente, a lo largo de su vida Chulkov editó dos revistas humorísticas de curiosos títulos: Esto y lo otro y El quisquilloso del Parnaso, en cuyas páginas arremetía ferozmente contra su contrincante y competidor, el editor Novíkov, y también, aunque con más blandura, contra la revista De todo un poco que era editada por la propia emperatriz Catalina II.

## Obras
- Llámalo como quieras (1765)
- El burlón (1766)
- La lozana cocinera o Las andanzas de una mujer perdida (1770)
- Colección de canciones varias
- Breve glosario mitológico, 1767.
- El burlador, o cuentos de hadas eslavos, San Petersburgo, 1766-1768; 3.ª edición revisada Moscú 1789.
- Diccionario de supersticiones rusas, 1782.
- La lamentable caída de los poetas. Un poema satírico. San Petersburgo, 1775.
- Grishka Otrépiev